# Arnold Koller
Arnold Koller (ur. 29 sierpnia 1933) – szwajcarski polityk.
Został wybrany do Szwajcarskiej Rady Związkowej 10 grudnia 1986 jako członek Chrześcijańsko-Demokratycznej Partii Ludowej Szwajcarii z kantonu Appenzell Innerrhoden. Sprawował ten urząd do 30 kwietnia 1999.
Kierował departamentami:
- departament ds. wojskowych (1987–1988)
- departament sprawiedliwości i policji (1989)
- departament ds. wojskowych (1989)
- departament sprawiedliwości i policji (1990–1999)

Dwukrotnie sprawował urząd przewodniczącego Szwajcarskiej Rady Związkowej (Prezydent Szwajcarii) w latach 1990 oraz 1997.